# Rafle de l'avenue Secrétan
La rafle de l'avenue Secrétan prend place dans la nuit du 21 au 22 juillet 1944 au no 70 de l'avenue Secrétan dans le 19e arrondissement de Paris, en France, dans un centre de l'Union générale des israélites de France (UGIF). Les victimes sont déportées par le Convoi no 77, en date du 31 juillet 1944, le dernier grand convoi au départ de la gare de Bobigny, de Drancy vers Auschwitz.

## École Lucien-de-Hirsch
L’École Lucien-de-Hirsch, est la plus ancienne école juive de France : elle a été fondée à Paris en 1901.
Le 20 avril 1944, le centre Lamarck ayant été bombardé, le bâtiment devient un centre d'accueil de l'Union générale des israélites de France (UGIF) pour les enfants orphelins ; les jeunes pensionnaires du centre ainsi que leurs moniteurs (125 enfants et 52 adultes) sont ainsi transférés à l’école Lucien-de-Hirsch.

## Déroulement
Plus généralement, la rafle du 22 juillet 1944 concerne six centres UGIF situés à Paris et en région parisienne : Secrétan, Vauquelin, École du travail, Saint-Mandé, Louveciennes. Le lendemain, une seconde rafle est opérée dans les deux maisons de La Varenne-Saint-Hilaire. Le mardi 25 juillet, c’est la pouponnière de Neuilly qui à son tour est victime de la mesure.
La rafle de l'avenue Secrétan se déroule le 22 juillet 1944 avant le lever du jour.

## Déportés
Une plaque commémorative en granit est apposée le 28 mars 1954 sur la façade du bâtiment Lucien-de-Hirsch, intitulée « Souviens-toi », qui donne la liste des enfants et adultes déportés de l'école.
La liste non-exhaustive des noms des déportés par le Convoi No. 77 de Drancy vers Auschwitz sont par ordre alphabétique,,:

### Enfants
Célestine Ajzykowicz (11 ans)
Elle est née le 29 novembre 1932 à Yutz, en Moselle. Elle est la sœur de Léon Ajzykowicz (12 ans). Son père, Henri Ajzykowicz (40 ans), né le 2 février 1902 à Częstochowa, en Pologne, est déporté par le Convoi No. 8, en date du 20 juillet 1942, d'Angers vers Auschwitz. Sa mère, Reszka Ajzykowicz (née Tenenberck) (32 ans), née le 31 mai 1909 à Częstochowa, en Pologne, est déportée par le Convoi No. 40, en date du 4 novembre 1942, de Drancy vers Auschwitz. La dernière adresse des parents est: Juillaguet (Charente). Ils ont été arrêtés à Poitiers. La dernière adresse des enfants est à Bazac (Charente).
Léon Ajzykowicz (12 ans)
Il est né le 17 décembre 1931 à Moyeuvre-Grande. Il est le frère de Célestine Ajzykowicz (11 ans). Son père, Henri Ajzykowicz (40 ans), né le 2 février 1902 à Częstochowa, en Pologne, est déporté par le Convoi No. 8, en date du 20 juillet 1942, d'Angers vers Auschwitz. Sa mère, Reszka Ajzykowicz (née Tenenberck) (32 ans), née le 31 mai 1909 à Częstochowa, en Pologne est déportée par le Convoi No. 40, en date du 4 novembre 1942, de Drancy vers Auschwitz. La dernière adresse des parents est: Juillaguet (Charente). Ils ont été arrêtés à Poitiers. La dernière adresse des enfants est à Bazac (Charente).
Huguette Algazi (14 ans)
Elle est née le 2 février 1930 à Paris. Elle est la sœur de Israël Algazi (15 ans) et de Zelma Algazi (16 ans). Leur dernière adresse est au 20 rue de Lutèce à Villejuif (Seine}.
Israël Algazi (15 ans)
Il est né le 3 octobre 1928 à Paris. Il est le frère de Huguette Algazi (14 ans) et de Zelma Algazi (16 ans). Leur dernière adresse est au 20 rue de Lutèce à Villejuif (Seine).
Zelma Algazi (16 ans)
Elle est née le 20 septembre 1927. Elle est la sœur de Israël Algazi (15 ans) et de Huguette Algazi (14 ans). Leur dernière adresse est au 20 rue de Lutèce à Villejuif (Seine).
André Bacry (7 ans)
Il est né le 21 septembre 1936 dans le 18e arrondissement de Paris. Il est le frère de Claude Bacry (13 ans) et de Marie Bacry (11 ans). Son père, Amram Bacry (52 ans), est né le 20 septembre 1892 à Alger en Algérie. Il a 2 autres frères: Elie Bacry (17 ans), né le 5 juillet 1926 dans le 10e arrondissement de Paris et Sylvain Bacry (20 ans), né le 19 février 1924 à Alger, en Algérie. Le père, Amram Bacry et les 2 fils aînés, Elie Bacry et Sylvain Bacry, sont déportés par le Convoi No. 76, en date du 30 juin 1944, de Drancy vers Auschwitz. Leur dernière adresse est au: 1 rue Fernand-Labori dans le 18e arrondissement de Paris.
Claude Bacry (13 ans)
Il est né le 14 juin 1931 dans le 18e arrondissement de Paris. Il est le frère de André Bacry (7 ans) et de Marie Bacry (11 ans). Son père, Amram Bacry (52 ans), est né le 20 septembre 1892 à Alger en Algérie. Il a 2 autres frères: Elie Bacry (17 ans), né le 5 juillet 1926 dans le 10e arrondissement de Paris et Sylvain Bacry (20 ans), né le 19 février 1924 à Alger, en Algérie. Le père, Amram Bacry et les 2 fils aînés, Elie Bacry et Sylvain Bacry, sont déportés par le Convoi No. 76, en date du 30 juin 1944, de Drancy vers Auschwitz. Leur dernière adresse est au: 1 rue Fernand-Labori dans le 18e arrondissement de Paris.

Marie Bacry (11 ans)
Elle est née le 25 août 1932 dans le 18e arrondissement de Paris. Elle est la sœur de André Bacry (7 ans) et de Claude Bacry (13 ans). Son père, Amram Bacry (52 ans), est né le 20 septembre 1892 à Alger en Algérie. Il a 2 autres frères: Elie Bacry (17 ans), né le 5 juillet 1926 dans le 10e arrondissement de Paris et Sylvain Bacry (20 ans), né le 19 février 1924 à Alger, en Algérie. Le père, Amram Bacry et les 2 fils aînés, Elie Bacry et Sylvain Bacry, sont déportés par le Convoi No. 76, en date du 30 juin 1944, de Drancy vers Auschwitz. Leur dernière adresse est au: 1 rue Fernand-Labori dans le 18e arrondissement de Paris.
Dora Bender (8 ans)
Elle est née le 29 juillet 1936 dans le 14e arrondissement de Paris. Elle est la sœur de Jacques Bender (12 ans) et de Jean Bender (4 ans). Son père, Chaim Bender (41 ans) est né le 30 janvier 1901 à Łowicz, en Pologne. Il est déporté par le Convoi No. 4, en date du 25 juin 1942, de Pithiviers vers Auschwitz. Leur dernière adresse est au 10 Rue des Deux-Ponts dans le 4e arrondissement de Paris.
Jacques Bender (12 ans)
Il est né le 28 juillet 1932 dans le 14e arrondissement de Paris. Il est le frère de  Dora Bender (8 ans) et de Jean Bender (4 ans). Son père, Chaim Bender (41 ans) est né le 30 janvier 1901 à Łowicz, en Pologne. Il est déporté par le Convoi No. 4, en date du 25 juin 1942, de Pithiviers vers Auschwitz. Leur dernière adresse est au 10 Rue des Deux-Ponts dans le 4e arrondissement de Paris.
Jean Bender (4 ans)
Il est né le 22 mars 1940 dans le 14e arrondissement de Paris. Il est le frère de  Dora Bender (8 ans) et de Jacques Bender (12 ans). Son père, Chaim Bender (41 ans) est né le 30 janvier 1901 à Łowicz, en Pologne. Il est déporté par le Convoi No. 4, en date du 25 juin 1942, de Pithiviers vers Auschwitz. Leur dernière adresse est au 10 Rue des Deux-Ponts dans le 4e arrondissement de Paris.
Bernard Berkowicz (11 ans)
Il est né le 26 novembre 1932 à Metz. Son père, Mozek Berkowicz (40 ans), est né le 11 août 1902 à Działoszyn, en Pologne. Sa mère, Marjem Berkowicz (née Chmura) (43 ans), est née le 15 mars 1899 à Wieluń, en Pologne. Il a 2 sœurs, Jacheta Berkowicz (15 ans), née le 8 juin 1927 à Działoszyn, en Pologne et Zalma Berkowicz (13 ans), née à Wieluń, en Pologne. Les parents et les 2 sœurs sont déportés par le Convoi No. 40, en date du 4 novembre 1942, de Drancy vers Auschwitz. Leur dernière adresse est à Festalemps (Dordogne).
Lotti Blumenkranc (11 ans)
Elle est née le 18 décembre 1932 à Metz. Elle est la sœur de Sarah Blumencranc (14 ans). Son père, Bencjan Blumencranc (30 ans), est né le 6 juin 1909 à Węgrów, en Pologne. Sa mère, Chaja Blumenkranc (née Zylberstein) (39 ans), est née le 1er janvier 1903 à Węgrów, en Pologne. Elle a un frère, Michel Blumenkranc (3 ans), né le 14 novembre 1938 dans le 14e arrondissement de Paris. Le père, Bencjan Blumencranc, est déporté par le Convoi No. 15, en date du 5 août 1942, de Beaune-la-Rolande vers Auschwitz. La mère, Chaja Blumenkranc, est déportée par le Convoi No. 16, en date du 7 août 1942, de Pithiviers vers Auschwitz. Le frère, Michel Blumenkranc, est déporté par le Convoi No. 23, en date du 24 août 1942, de Drancy vers Auschwitz. Leur dernière adresse est au 28 rue de Belleville dans le 20e arrondissement de Paris.
Sarah Blumencranc (14 ans)
Elle est née le 15 août 1929 à Paris. Elle est la sœur de Lotti Blumenkranc (11 ans). Son père, Bencjan Blumencranc (30 ans), est né le 6 juin 1909 à Węgrów, en Pologne. Sa mère, Chaja Blumenkranc (née Zylberstein) (39 ans), est née le 1er janvier 1903 à Węgrów, en Pologne. Elle a un frère, Michel Blumenkranc (3 ans), né le 14 novembre 1938 dans le 14e arrondissement de Paris. Le père, Bencjan Blumencranc, est déporté par le Convoi No. 15, en date du 5 août 1942, de Beaune-la-Rolande vers Auschwitz. La mère, Chaja Blumenkranc, est déportée par le Convoi No. 16, en date du 7 août 1942, de Pithiviers vers Auschwitz. Le frère, Michel Blumenkranc, est déporté par le Convoi No. 23, en date du 24 août 1942, de Drancy vers Auschwitz. Leur dernière adresse est au 28 rue de Belleville dans le 20e arrondissement de Paris.
Raphaelle Chelbluns (17 ans)
Elle est née le 31 août 1926 dans le 10e arrondissement de Paris. Sa dernière adresse est au 48 rue Ramponneau dans le 20e arrondissement de Paris.
Nathan Drzazga (13 ans)
Il est né le 15 juin 1931 à Nancy. Il a une sœur, Berthe Drzazga (7 ans), née le 10 mars 1937 à Nancy, arrêtée dans la Rafle de l'UGIF/Montreuil et déportée dans ce même Convoi No. 77. Sa mère, Esther Drzazga (née Vortmann) (40 ans), née le 12 avril 1902 à Tomaszow (Tomaszowo), en Pologne, est déportée par le Convoi No. 8, en date du 20 juillet 1942, d'Angers vers Auschwitz. Leur dernière adresse est à Sanxay (Vienne).
Albert Eskenazi (13 ans)
Il est né le 29 janvier 1931 dans le 12e arrondissement de Paris. Sa dernière adresse est au 5 rue Edmond Rostand à Champigny (Seine).
Victor Finkelstein (13 ans)
Il est né le 30 mars 1931 à Bucarest en Roumanie. Sa dernière adresse est au 144 rue d'Avron dans le 20e arrondissement de Paris.
Alter Gliksman (11 ans)
Il est né le 3 septembre 1932 à Metz. Son père, Moszek Gliksman (36 ans), né le 19 juillet 1906 à Bełchatów, en Pologne et sa mère, Jacheta Gliksman (née Nys) (35 ans), née le 15 octobre 1907 à Bełchatów, en Pologne, sont déportés par le Convoi No. 40, en date du 4 novembre 1942, de Drancy vers Auschwitz. Sa sœur, Hélène Gliksman (9 ans), arrêtée lors de la Rafle de Louveciennes, est déportée dans ce même Convoi No. 77. Leur dernière adresse est au 6 rue Henri IV à Angoulême (Charente).
Adolphe Gliot (9 ans)
Il est né le 25 décembre 1934 à Metz. Il est le frère d'Alice Gliot (12 ans), de Charles Gliot (7 ans) et de Louise Gliot (11 ans). Le père, Georges Gliot (49 ans), est né le 11 février 1894 à Godinisko. Il est déporté par le Convoi No. 46, en date du 9 février 1943, de Drancy vers Auschwitz. La mère, Sara Gliot (née Oklin) (45 ans), est née le 20 février 1897 à Lupize. Elle est déportée par le Convoi No. 42, en date du 6 novembre 1942, de Drancy vers Auschwitz. Une autre sœur, Anna Gliot (20 ans), est née le 5 juin 1923 à Nancy. Elle est déportée par le Convoi No. 68, en date du 10 février 1944, de Drancy vers Auschwitz en même temps que 2 autres frères: Haim Gliot (19 ans), né le 24 juillet 1924 à Verdun et Simon Gliot (18 ans), né le 27 septembre 1925 à  Verdun. Leur dernière adresse est à Montmoreau-Saint-Cybard (Charente).
Alice Gliot (12 ans).
Elle est née le 7 septembre 1931 à Metz. Elle est la sœur d'Adolphe Gliot (9 ans), de Charles Gliot (7 ans) et de Louise Gliot (11 ans). Le père, Georges Gliot (49 ans), est né le 11 février 1894 à Godinisko. Il est déporté par le Convoi No. 46, en date du 9 février 1943, de Drancy vers Auschwitz. La mère, Sara Gliot (née Oklin) (45 ans), est née le 20 février 1897 à Lupize. Elle est déportée par le Convoi No. 42, en date du 6 novembre 1942, de Drancy vers Auschwitz. Une autre sœur, Anna Gliot (20 ans), est née le 5 juin 1923 à Nancy. Elle est déportée par le Convoi No. 68, en date du 10 février 1944, de Drancy vers Auschwitz en même temps que 2 autres frères: Haim Gliot (19 ans), né le 24 juillet 1924 à Verdun et Simon Gliot (18 ans), né le 27 septembre 1925 à  Verdun. Leur dernière adresse est à Montmoreau-Saint-Cybard (Charente).
Charles Gliot (7 ans)
Il est né le 7 mai 1937 à Metz. Il est le frère d'Adolphe Gliot (9 ans), d'Alice Gliot (12 ans) et de Louise Gliot (11 ans). Le père, Georges Gliot (49 ans), est né le 11 février 1894 à Godinisko. Il est déporté par le Convoi No. 46, en date du 9 février 1943, de Drancy vers Auschwitz. La mère, Sara Gliot (née Oklin) (45 ans), est née le 20 février 1897 à Lupize. Elle est déportée par le Convoi No. 42, en date du 6 novembre 1942, de Drancy vers Auschwitz. Une autre sœur, Anna Gliot (20 ans), est née le 5 juin 1923 à Nancy. Elle est déportée par le Convoi No. 68, en date du 10 février 1944, de Drancy vers Auschwitz en même temps que 2 autres frères: Haim Gliot (19 ans), né le 24 juillet 1924 à Verdun et Simon Gliot (18 ans), né le 27 septembre 1925 à  Verdun. Leur dernière adresse est à Montmoreau-Saint-Cybard (Charente).
Louise Gliot (11 ans)
Elle est née le 28 mai 1933 à Metz. Elle est la sœur d'Adolphe Gliot (9 ans), d'Alice Gliot (12 ans) et de Charles Gliot (7 ans). Le père, Georges Gliot (49 ans), est né le 11 février 1894 à Godinisko. Il est déporté par le Convoi No. 46, en date du 9 février 1943, de Drancy vers Auschwitz. La mère, Sara Gliot (née Oklin) (45 ans), est née le 20 février 1897 à Lupize. Elle est déportée par le Convoi No. 42, en date du 6 novembre 1942, de Drancy vers Auschwitz. Une autre sœur, Anna Gliot (20 ans), est née le 5 juin 1923 à Nancy. Elle est déportée par le Convoi No. 68, en date du 10 février 1944, de Drancy vers Auschwitz en même temps que 2 autres frères: Haim Gliot (19 ans), né le 24 juillet 1924 à Verdun et Simon Gliot (18 ans), né le 27 septembre 1925 à  Verdun. Leur dernière adresse est à Montmoreau-Saint-Cybard (Charente).
Bernard Goldstein (13 ans)
Il est né le 14 janvier 1931 dans le 12e arrondissement de Paris. Son père, Wolf Goldstein (43 ans), est né le 19 décembre 1901 à Łódź en Pologne. Sa mère, Sonia Goldstein (née Smilianski) (33 ans), est née le 27 décembre 1910 à Ekaterinoslav (Dnipro), en Ukraine. Son jeune frère, Daniel Goldstein (5 ans), est né le 26 décembre 1938 dans le 12e arrondissement de Paris. Toute la famille Goldstein est déportée dans ce même Convoi No. 77. Leur dernière adresse est au 11 rue de Nancy dans le 10e arrondissement de Paris.
Marguerite Gruszka (16 ans)

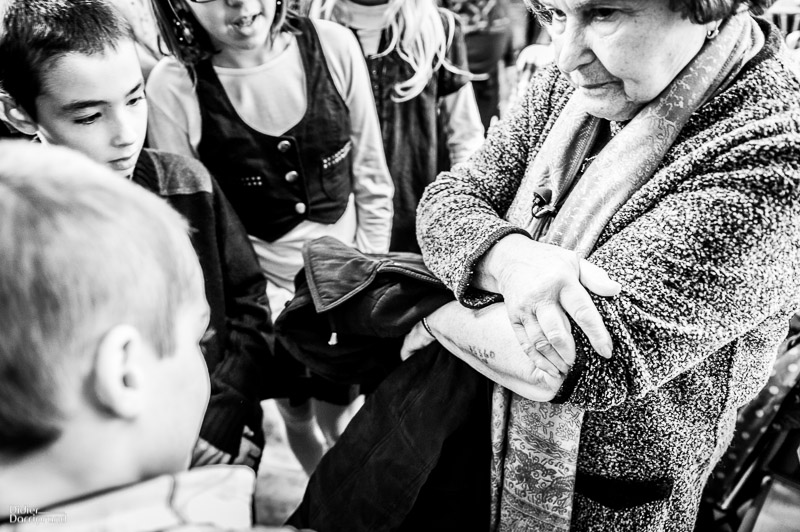
Ida Fensterszab-Grinspan, Française déportée à 14 ans à Auschwitz dans le convoi 77 et rescapée, lors d'une rencontre avec les élèves de l'école qui porte son nom à Sompt (Deux-Sèvres).

Elle est née le 23 février 1928 à Metz. Son père, Israël  Gruszka (46 ans), est né le 8 janvier 1896 à Nowy Korczyn, en Pologne. Sa mère, Sura Gruszka (née Zimmer) (49 ans), est née le 20 décembre 1893 à Bodzentyn, en Pologne. Sa sœur, Hilda Gruszka (20 ans), est née le 19 février 1922 à Berlin, en Allemagne. Ses parents et sa sœur sont déportés par le Convoi No. 40, en date du 4 novembre 1942, de Drancy vers Auschwitz. Leur dernière adresse est à Chadurie (Charente).
Henri Hochberg (12 ans)
Il est né le 17 juillet 1932 à Metz. Son père, Norbert Hochberg (54 ans), est né le 24 août 1888 à Podwolzinska. Sa mère, Rose Hochberg (née Weiss) (35 ans), est née le 28 octobre 1907 à Szezakowa. Sa sœur, Monique Hochberg (3 ans), est née à Mouthiers. Les parents sont déportés par le Convoi No. 40, en date du 4 novembre 1942, de Drancy vers Auschwitz. La sœur est arrêtée dans la Rafle de l'UGIF/Neuilly. Elle est déportée dans ce même Convoi No. 77. Leur dernière adresse est à Mouthiers (Charente).
David Holz (13 ans)
Il est né le 23 février 1931 à Nancy. Il est le frère de Jacques Holz (10 ans) et de Joseph Holz (11 ans). Son père, Moses Holz (45 ans), est né le 13 août 1897 à Mościska[Lequel ?], en Pologne. Il est déporté par le Convoi No. 8, en date du 20 juillet 1942, d'Angers vers Auschwitz. Sa mère, Blima Holz (née Rosenfarb) (39 ans), est née le 27 décembre 1902 à Końskie, en Pologne. Elle est déportée par le Convoi No. 36, en date du 23 septembre 1942, de Drancy vers Auschwitz. Sa sœur, Myriam Holz (8 ans), est née le 25 août 1935 à Nancy. Son autre frère, Paul Holz (7 ans), est né le 23 juin 1937 à Nancy. Ces deux derniers sont arrêtés dans la Rafle de Louveciennes et déportés par ce même Convoi No. 77. Leur dernière adresse est à Naintré (Vienne).
Jacques Holz (10 ans)
Il est né le 28 décembre 1933 à Nancy. Il est le frère de David Holz (13 ans) et de Joseph Holz (11 ans). Son père, Moses Holz (45 ans), est né le 13 août 1897 à Mościska[Lequel ?], en Pologne. Il est déporté par le Convoi No. 8, en date du 20 juillet 1942, d'Angers vers Auschwitz. Sa mère, Blima Holz (née Rosenfarb) (39 ans), est née le 27 décembre 1902 à Końskie, en Pologne. Elle est déportée par le Convoi No. 36, en date du 23 septembre 1942, de Drancy vers Auschwitz. Sa sœur, Myriam Holz (8 ans), est née le 25 août 1935 à Nancy. Son autre frère, Paul Holz (7 ans), est né le 23 juin 1937 à Nancy. Ces deux derniers sont arrêtés dans la Rafle de Louveciennes et déportés par ce même Convoi No. 77. Leur dernière adresse est à Naintré (Vienne).
Joseph Holz (11 ans)
Il est né le 26 août 1932 à Nancy. Il est le frère de David Holz (13 ans) et de Jacques Holz (10 ans). Son père, Moses Holz (45 ans), est né le 13 août 1897 à Mościska[Lequel ?], en Pologne. Il est déporté par le Convoi No. 8, en date du 20 juillet 1942, d'Angers vers Auschwitz. Sa mère, Blima Holz (née Rosenfarb) (39 ans), est née le 27 décembre 1902 à Końskie, en Pologne. Elle est déportée par le Convoi No. 36, en date du 23 septembre 1942, de Drancy vers Auschwitz. Sa sœur, Myriam Holz (8 ans), est née le 25 août 1935 à Nancy. Son autre frère, Paul Holz (7 ans), est né le 23 juin 1937 à Nancy. Ces deux derniers sont arrêtés dans la Rafle de Louveciennes et déportés par ce même Convoi No. 77. Leur dernière adresse est à Naintré (Vienne).
Esther Jaffe (16 ans)
Elle est née le 18 septembre 1927 à Lyon. Elle est la sœur de Mathilde Jaffe (18 ans). Sa dernière adresse est: Orphelinat Rothschild, 7 rue Lamblardie dans le 12e arrondissement de Paris.
Mathilde Jaffe (18 ans)
Elle est née le 7 novembre 1925 à Lyon. Elle est la sœur de Esther Jaffe (16 ans). Sa dernière adresse est: Orphelinat Rothschild, 7 rue Lamblardie dans le 12e arrondissement de Paris.
Georges Jaklimovitch (8 ans)
Il est né le 14 mars 1936 dans le 19e arrondissement de Paris. Son père, Jankel Jaklimovitch (49 ans), est né le 12 février 1894 à Vilnius. Sa mère, Dora Jaklimovitch (née Sommer) (43 ans), est née le 28 juillet 1900 à Dobra[Lequel ?]. Les parents sont déportés par le Convoi No. 68, en date du 10 février 1944, de Drancy vers Auschwitz. Leur dernière adresse est au 26 rue Alphonse-Karr dans le 19e arrondissement de Paris.
Jacques Jakubowicz (13 ans)
Il est né le 15 mai 1931 à Nancy. Il est le frère de Louise Jakubowicz (6 ans) et de Suzanne Jakubowicz (10 ans). Son père, Icek Jakubowicz (45 ans), est né le 15 octobre 1897 à Lututów, en Pologne. Sa mère, Sura Jakubowicz (née Ring) (45 ans), est née le 5 décembre 1897 à Lututów, en Pologne. Le père est déporté par le Convoi No. 42, en date du 6 novembre 1942, de Drancy vers Auschwitz. La mère est déportée par le Convoi No. 40, en date du 4 novembre 1942, de Drancy vers Auschwitz. Leur dernière adresse est à Savigny-sous-Faye (Vienne).
Louise Jakubowicz (6 ans)
Elle est née le 27 novembre 1937 à Nancy. Elle est la sœur de Jacques Jakubowicz (13 ans) et de Suzanne Jakubowicz (10 ans). Son père, Icek Jakubowicz (45 ans), est né le 15 octobre 1897 à Lututów, en Pologne. Sa mère, Sura Jakubowicz (née Ring) (45 ans), est née le 5 décembre 1897 à Lututów, en Pologne. Le père est déporté par le Convoi No. 42, en date du 6 novembre 1942, de Drancy vers Auschwitz. La mère est déportée par le Convoi No. 40, en date du 4 novembre 1942, de Drancy vers Auschwitz. Leur dernière adresse est à Savigny-sous-Faye (Vienne).
Suzanne Jakubowicz (10 ans)
Elle est née le 10 mai 1934 à Nancy. Elle est la sœur de Jacques Jakubowicz (13 ans) et de Louise Jakubowicz (6 ans). Son père, Icek Jakubowicz (45 ans), est né le 15 octobre 1897 à Lututów, en Pologne. Sa mère, Sura Jakubowicz (née Ring) (45 ans), est née le 5 décembre 1897 à Lututów, en Pologne. Le père est déporté par le Convoi No. 42, en date du 6 novembre 1942, de Drancy vers Auschwitz. La mère est déportée par le Convoi No. 40, en date du 4 novembre 1942, de Drancy vers Auschwitz. Leur dernière adresse est à Savigny-sous-Faye (Vienne).
Estelle Kalinski (14 ans)
Elle est née le 19 avril 1930 à Nancy. Elle est la sœur de Renée Kalinsky (17 ans) et de Rosa Kalinsky (8 ans). Les autres membres de leur famille sont: Borek Kalinski (58 ans), né le 17 mars 1884 à Lodz, en Pologne, déporté par le Convoi No. 13, en date du 31 juillet 1942, de Pithiviers à Auschwitz, Louba Kalinski (58 ans), née le 12 décembre 1884 à Łódź, en Pologne, déportée par le Convoi No. 14, en date du 3 août 1942, de Pithiviers à Auschwitz, Machla Kalinski (née Sendziejewski) (33 ans), née le 17 août 1909 à Pabianice, en Pologne, déportée par le Convoi No. 42, en date du 6 novembre 1942, de Drancy à Auschwitz, Maurice Kalinski (37 ans), né le 10 avril 1905 à Cologne en Allemagne, également déporté par le Convoi No. 42. Leur dernière adresse est à Sanxay (Vienne).
Renée Kalinsky (17 ans)
Elle est née le 6 juillet 1927 à Nancy. Elle est la sœur de Estelle Kalinski (14 ans) et de Rosa Kalinsky (8 ans). Les autres membres de leur famille sont: Borek Kalinski (58 ans), né le 17 mars 1884 à Lodz, en Pologne, déporté par le Convoi No. 13, en date du 31 juillet 1942, de Pithiviers à Auschwitz, Louba Kalinski (58 ans), née le 12 décembre 1884 à Łódź, en Pologne, déportée par le Convoi No. 14, en date du 3 août 1942, de Pithiviers à Auschwitz, Machla Kalinski (née Sendziejewski) (33 ans), née le 17 août 1909 à Pabianice, en Pologne, déportée par le Convoi No. 42, en date du 6 novembre 1942, de Drancy à Auschwitz, Maurice Kalinski (37 ans), né le 10 avril 1905 à Cologne en Allemagne, également déporté par le Convoi No. 42. Leur dernière adresse est à Sanxay (Vienne).
Rosa Kalinsky (8 ans)
Elle est née le 7 mars 1936 à Nancy. Elle est la sœur de Estelle Kalinski (14 ans) et de Renée Kalinsky (17 ans). Les autres membres de leur famille sont: Borek Kalinski (58 ans), né le 17 mars 1884 à Lodz, en Pologne, déporté par le Convoi No. 13, en date du 31 juillet 1942, de Pithiviers à Auschwitz, Louba Kalinski (58 ans), née le 12 décembre 1884 à Łódź, en Pologne, déportée par le Convoi No. 14, en date du 3 août 1942, de Pithiviers à Auschwitz, Machla Kalinski (née Sendziejewski) (33 ans), née le 17 août 1909 à Pabianice, en Pologne, déportée par le Convoi No. 42, en date du 6 novembre 1942, de Drancy à Auschwitz, Maurice Kalinski (37 ans), né le 10 avril 1905 à Cologne en Allemagne, également déporté par le Convoi No. 42. Leur dernière adresse est à Sanxay (Vienne).
Flavel Szlama Kalisz dit Fernand Kalis(14 ans)
Il est né le 20 mars 1930 dans le 12e arrondissement de Paris. Son père, Sana Kalisz (40 ans), né le 25 mai 1902 à Mińsk Mazowiecki, en Pologne, est déporté par le Convoi No. 6, en date du 17 juillet 1942, de Pithiviers vers Auschwitz. Leur dernière adresse est: au 18 Passage de Ménilmontant dans le 11e arrondissement de Paris.
Georges Kass (7 ans)
Il est né le 8 juin 1937 dans le 12e arrondissement de Paris. Il est le frère de René Kass (10 ans). Son père, Isaac Kass (39 ans), est né le 31 juillet 1902 à Varsovie en Pologne. Il est déporté par le Convoi No. 11, en date du 27 juillet 1942, de Drancy vers Auschwitz. Sa mère, Malka Kass (née Gutman) (38 ans), est née le 18 février 1902 à Varsovie en Pologne. Elle est déportée par le Convoi No. 10, en date du 24 juillet 1942, de Drancy vers Auschwitz. Leur dernière adresse est au 12 rue de Belleville dans le 20e arrondissement de Paris.
René Kass (10 ans)
Il est le né le 21 novembre 1933 dans le 19e arrondissement de Paris. Il est le frère de Georges Kass (7 ans). Son père, Isaac Kass (39 ans), est né le 31 juillet 1902 à Varsovie en Pologne. Il est déporté par le Convoi No. 11, en date du 27 juillet 1942, de Drancy vers Auschwitz. Sa mère, Malka Kass (née Gutman) (38 ans), est née le 18 février 1902 à Varsovie en Pologne. Elle est déportée par le Convoi No. 10, en date du 24 juillet 1942, de Drancy vers Auschwitz. Leur dernière adresse est au 12 rue de Belleville dans le 20e arrondissement de Paris.
Anna Kawa (17 ans)
Elle est née le 20 septembre 1926 à Metz. Son père, Bernard Kawa (64 ans), est né le 7 mai 1878 à Blaski. Il est déporté par le Convoi No. 42, en date du 6 novembre 1942, de Drancy vers Auschwitz. Sa mère, Ida Kawa (née Warchawski) (58 ans), est née le 13 novembre 1884 à Ivanovitz. Elle est déportée par le Convoi No. 40, en date du 4 novembre 1942, de Drancy vers Auschwitz. Ses sœurs, Berthe Kawa (21 ans), née le 18 décembre 1920 à Blaski et Hilde Kawa (28 ans), née le 4 octobre 1914 à Kalisz, en Pologne, sont déportées avec leur mère par le Convoi No. 40. Leur dernière adresse est rue des Lilas à Soyaux (Charente).
Marcel Krajzelman (15 ans)
Il est né le 21 avril 1929 à Varsovie, en Pologne. Son père, David Krajzelman (43 ans), est né le 12 mai 1899 à Siedlce, en Pologne. Il est déporté par le Convoi No. 1, en date du 27 mars 1942, de Drancy/Compiègne vers Auschwitz. Sa mère, Ida Krajzelman (née Machina) (43 ans), est née le 27 février 1902 à Varsovie en Pologne. Elle est déportée par le Convoi No. 26, en date du 31 août 1942, de Drancy vers Auschwitz. Sa sœur, Marie Krajzelman (8 ans), née le 14 août 1935 dans le 12e arrondissement de Paris, arrêtée dans la Rafle de l'UGIF/Saint-Mandé, est déportée par le Convoi No. 77. Un autre membre de la famille, Slama Krajzelman (43 ans), né le 10 mai 1899 à Siedlce,en Pologne, est déporté par le Convoi No. 1. Leur dernière adresse est au 17 rue Basfroi dans le 11e arrondissement de Paris.
Georgette Krieger (9 ans)
Elle est née le 23 mai 1935 à Nancy. Elle est la sœur de Lucie Krieger (12 ans) et de Nina Krieger (7 ans). sa mère, Laja Krieger (née Herz) (38 ans), est née le 22 mai 1904 à Piotrków Trybunalski, Pologne. Elle est déportée par le Convoi No. 8, en date du 20 juillet 1942, d'Angers vers Auschwitz. Leur dernière adresse est à Saint-Sauvant (Vienne).
Lucie Krieger (12 ans)
Elle est née le 17 décembre 1931 à Nancy. Elle est la sœur de Georgette Krieger (9 ans) et de Nina Krieger (7 ans). sa mère, Laja Krieger (née Herz) (38 ans), est née le 22 mai 1904 à Piotrków Trybunalski, Pologne. Elle est déportée par le Convoi No. 8, en date du 20 juillet 1942, d'Angers vers Auschwitz. Leur dernière adresse est à Saint-Sauvant (Vienne).
Nina Krieger (7 ans)
Elle est née le 13 décembre 1936 à Nancy. Elle est la sœur de Georgette Krieger (9 ans) et de Lucie Krieger (12 ans). sa mère, Laja Krieger (née Herz) (38 ans), est née le 22 mai 1904 à Piotrków Trybunalski, Pologne. Elle est déportée par le Convoi No. 8, en date du 20 juillet 1942, d'Angers vers Auschwitz. Leur dernière adresse est à Saint-Sauvant (Vienne).
Isidore Laks (10 ans)
Il est né le 20 février 1934 dans le 12e arrondissement de Paris. Sa mère, Fajga Laks (née Frzcinka) (38 ans), est née le 5 avril 1904 à Varsovie, en Pologne. Elle est déportée par le Convoi No. 46, en date du 9 février 1943, de Drancy vers Auschwitz. Son frère, Matis Laks (18 ans), est né le 10 novembre 1923 à Varsovie, en Pologne. Il est déporté par le Convoi No. 10, en date du 24 juillet 1942, de Drancy vers Auschwitz. Leur dernière adresse est au 8 rue Louis-Ganne dans le 20e arrondissement de Paris.
Feiga Lancmann (15 ans)
Elle est née le 27 août 1928 à Metz. Elle est la sœur de Rosa Lancmann (12 ans). Les autres membres de sa famille, déportés par le Convoi No. 31, en date du 11 septembre 1942, de Drancy vers Auschwitz, sont: Anna Lancmann (40 ans), née le 1er janvier 1902 à Sosnowice, en Pologne, Armand Lancmann (18 ans), né le 27 décembre 1923 à Metz, Léo Lancmann (61 ans), né le 10 mai 1881 à Sosnowice, en Pologne, Salome Lancmann (16 ans), né le 16 juin 1926 à Metz, Szlaida Lancmann (45 ans), née le 28 mai 1897 à Pilicka, en Pologne, Zila Lancmann (59 ans), née le 17 novembre 1883 à Sosnowice. Leur dernière adresse est à Saint-Paul-de-Lizonne (Dordogne).
Rosa Lancmann (12 ans)
Elle est née le  30 mars 1932 à Nancy. Elle est la sœur de Feiga Lancmann (15 ans). Les autres membres de sa famille, déportés par le Convoi No. 31, en date du 11 septembre 1942, de Drancy vers Auschwitz, sont: Anna Lancmann (40 ans), née le 1er janvier 1902 à Sosnowice, Armand Lancmann (18 ans), né le 27 décembre 1923 à Metz, Léo Lancmann (61 ans), né le 10 mai 1881 à Sosnowice, en Pologne, Salome Lancmann (16 ans), né le 16 juin 1926 à Metz, Szlaida Lancmann (45 ans), née le 28 mai 1897 à Pilicka, en Pologne, Zila Lancmann (59 ans), née le 17 novembre 1883 à Sosnowice, en Pologne. Leur dernière adresse est à Saint-Paul-de-Lizonne (Dordogne).
Gaston Leibovice (12 ans)
Il est né le 28 août 1931 à Lille. Il est le frère de Marcel Leibovice (13 ans). Son père, Heimu  Leibovice (56 ans), né le 10 mai 1888 à Isaccia (Isaccea), en Roumanie, est aussi déporté par le Convoi No. 77. Son autre frère, Samuel Leibovice (18 ans), né le 13 juillet 1924 à Lille, est déporté par le Convoi No. 53, en date du 25 mars 1943, de Drancy vers Auschwitz. Leur dernière adresse est au 5 Cité Lesage-Bullourde (Passage Bullourde) dans le 11e arrondissement de Paris.
Marcel Leibovice (13 ans)
Il est né le 11 août 1930 à Lille. Il est le frère de Gaston Leibovice (12 ans). Son père, Heimu  Leibovice (56 ans), né le 10 mai 1888 à Isaccia (Isaccea), en Roumanie, est aussi déporté par le Convoi No. 77. Son autre frère, Samuel Leibovice (18 ans), né le 13 juillet 1924 à Lille, est déporté par le Convoi No. 53, en date du 25 mars 1943, de Drancy vers Auschwitz. Leur dernière adresse est au 5 Cité Lesage-Bullourde (Passage Bullourde) dans le 11e arrondissement de Paris.
Louis Lewkowicz (11 ans)
Il est né le 27 juin 1933 à Nancy. Son père, Nathan Lewkowicz (51 ans), né le 1er août 1891 à Łódź, en Pologne est déporté par le Convoi No. 13, en date du 31 juillet 1942, de Pithiviers vers Auschwitz. Sa mère, Chana Lewkowicz (née Lewkowicz) (49 ans), née le 3 octobre 1893 à Zduńska Wola, en Pologne, est déportée par le Convoi No. 14, en date du 3 août 1942, de Pithiviers vers Auschwitz. Ses deux sœurs: Eva Lewkowicz (21 ans), née le 1er novembre 1920 à Wittlich, Rhénanie-Palatinat, en Allemagne, et Jeta Lewkowicz (17 ans), née le 11 novembre 1924 à Wittlich, Rhénanie-Palatinat, en Allemagne, et son frère, Joseph Lewkowicz (15 ans), né le 9 octobre 1926 à Wittlich, Rhénanie-Palatinat, en Allemagne, sont déportés par le Convoi No. 13. Leur dernière adresse est au 52 boulevard Clemenceau à Nancy (Meurthe-et-Moselle).
Adolphe Libermann (8 ans)
Il est né le 30 avril 1936 à Paris. Il est le frère de Maurice Libermann (8 ans), né le 27 mars 1936 dans le 10e arrondissement de Paris, arrêté dans la Rafle de Saint-Mandé et déporté par le même Convoi No. 77. Leur dernière adresse est au 13 rue Jean-Jacques Rousseau à Montreuil (Seine-Saint-Denis).
Maryse Lindner (14 ans)
Elle est née le 7 juin 1930 dans le 19e arrondissement de Paris. Elle est la fille de Joseph Lindner (41 ans), né le 16 octobre 1902 à Paris, également à Secrétan et déporté par le même Convoi No. 77. Sa mère, Nelly Lindner (née Mittelchtein) (38 ans), née à Iași, en Roumanie. est aussi déportée par le Convoi No. 77. Leur dernière adresse est au Castel Jeanne d'Arc, Le Cannet (Alpes-Maritimes).
Bernard Mihalovici (15 ans)
Il est né le 15 avril 1929 dans le 10e arrondissement de Paris. Sa mère, Ella Mihalovici (43 ans), née le 7 octobre 1899 à Iași en Roumanie, est déportée par le Convoi No. 45, en date du 11 novembre 1942, de Drancy vers Auschwitz. Leur dernière adresse est au 38 rue Pajol, dans le 18e arrondissement de Paris.
Arnold Nadel (12 ans)
Il est né le 15 juin 1932 à Villerupt, (Meurthe-et-Moselle). Il est le frère de Eva Nadel (16 ans) et de Léon Nadel (9 ans). Son père, Joseph Nadel (50 ans) est né le 27 mars 1892 à Holecze. Sa mère, Sala Nadel (née Widmann) (50 ans), est née le 22 décembre 1892 à Keresiow. Son frère, Jacob Nadel (17 ans), est né le 17 septembre 1924 à Holecze. Les parents, Joseph Nadel et Sala Nadel, et le frère, Jacob Nadel, sont déportés par le Convoi No. 32, en date du 14 septembre 1942, de Drancy vers Auschwitz.
Eva Nadel (16 ans)
Elle est née le 22 mars 1928 à Villerupt, (Meurthe-et-Moselle). Elle est la sœur de Arnold Nadel (12 ans) et de Léon Nadel (9 ans). Son père, Joseph Nadel (50 ans) est né le 27 mars 1892 à Holecze. Sa mère, Sala Nadel (née Widmann) (50 ans), est née le 22 décembre 1892 à Keresiow. Son frère, Jacob Nadel (17 ans), est né le 17 septembre 1924 à Holecze. Les parents, Joseph Nadel et Sala Nadel, et le frère, Jacob Nadel, sont déportés par le Convoi No. 32, en date du 14 septembre 1942, de Drancy vers Auschwitz.
Léon Nadel (9 ans)
Il est né le 28 mai 1935 à Villerupt, (Meurthe-et-Moselle). Il est le frère de Arnold Nadel (12 ans) et de Eva Nadel (16 ans). Son père, Joseph Nadel (50 ans) est né le 27 mars 1892 à Holecze. Sa mère, Sala Nadel (née Widmann) (50 ans), est née le 22 décembre 1892 à Keresiow. Son frère, Jacob Nadel (17 ans), est né le 17 septembre 1924 à Holecze. Les parents, Joseph Nadel et Sala Nadel, et le frère, Jacob Nadel, sont déportés par le Convoi No. 32, en date du 14 septembre 1942, de Drancy vers Auschwitz.
Esther Pinto (15 ans)
Elle est née le 29 mai 1929 dans le 12e arrondissement de Paris. Elle est la sœur de Maurice Pinto (11 ans). Son père, Menahem Pinto (46 ans), né le 15 mai 1898 à Constantinople (aujourd'hui Istanbul) en Turquie, est déporté aussi par le Convoi No. 77. Leur dernière adresse est au 48 bis rue des Haies dans le 20e arrondissement de Paris.
Maurice Pinto (11 ans)
Il est né le 16 avril 1933 dans le 14e arrondissement de Paris. Il est le frère de Esther Pinto (15 ans). Son père, Menahem Pinto (46 ans), né le 15 mai 1898 à Constantinople (aujourd'hui Istanbul) en Turquie, est déporté aussi par le Convoi No. 77. Leur dernière adresse est au 48 bis rue des Haies dans le 20e arrondissement de Paris.
Albert Plewinski (14 ans)
Il est né le 24 juillet 1930 à Nancy. Son père, Najman Plewinski (45 ans), né le 27 octobre 1897 à Kalisz, en Pologne, est déporté par le Convoi No. 21, en date du 19 août 1942, de Drancy vers Auschwitz. Sa mère, Malka Plewinski (née Sendziejwski) (40 ans), née le 16 mars 1902 à Łask, en Pologne est déportée par le Convoi No. 8, en date du 20 juillet 1942, d'Angers vers Auschwitz. Leur dernière adresse est à Saint-Sauvant (Vienne).
Léopold Ratz (12 ans)
Il est né le 12 mars 1932 à Sarreguemines (Moselle). Il est le frère de Liliane Ratz (10 ans). Leur dernière adresse est à Saint-Saviol (Vienne).
Liliane Ratz (10 ans)
Elle est née le 1er août 1933 à Sarreguemines (Moselle). Elle est la sœur de Léopold Ratz (12 ans). Leur dernière adresse est à Saint-Saviol (Vienne).
Albert Rowek (17 ans)
Il est né le 15 juillet 1927 à Nancy. Son père, Joseph Rowek (60 ans), né le 14 janvier 1882 à Siedlce, en Pologne, est déporté par le Convoi No. 13, en date du 31 juillet 1942, de Pithiviers vers Auschwitz. Sa mère, Henia Rowek (née Mordska) (50 ans), née le 13 janvier 1892 à Siedlce, en Pologne, est déportée par le Convoi No. 21, en date du 19 août 1942, de Drancy vers Auschwitz. Ses sœurs, Fanny Rowek (18 ans), née le 20 avril 1924 à Nancy, et Tauba Rowek (23 ans), née le 13 avril 1919 à Siedlce, en Pologne, sont également déportées par le Convoi No. 21. Leur dernière adresse est à Rouillé (Vienne).
Suzanne Rozmann (7 ans)
Elle est née le 1er janvier 1937 à Paris. Sa dernière adresse est au 70 Avenue Secrétan, dans le 19e arrondissement de Paris.
Hélène Rozner (17 ans)
Elle est née le 1er novembre 1927 à Nancy. Elle est la sœur de Herman Rozner (11 ans). Son père, Nissim Rozner (46 ans), né le 22 décembre 1896 à Łask, en Pologne, et sa mère, Laja Rozner (née Kosienika) (42 ans), née le 18 septembre 1900 à Siedlce, en Pologne, sont déportés par le Convoi No. 42, en date du 6 novembre 1942, de Drancy vers Auschwitz. Leur dernière adresse est à Savigny-sous-Faye (Vienne).
Herman Rozner (11 ans)
Il est né le 31 octobre 1932 à Nancy. Il est le frère de Hélène Rozner (17 ans). Son père, Nissim Rozner (46 ans), né le 22 décembre 1896 à Łask, en Pologne, et sa mère, Laja Rozner (née Kosienika) (42 ans), née le 18 septembre 1900 à Siedlce, en Pologne, sont déportés par le Convoi No. 42, en date du é€é6 novembre 1942, de Drancy vers Auschwitz. Leur dernière adresse est à Savigny-sous-Faye (Vienne).
Charlotte Schuhmann (13 ans)
Elle est née le 12 janvier 1931 à Metz. Son père, Levy  Schuhmann (43 ans), né le 8 novembre 1899 à  Wójtowa, en Pologne, sa mère, Zlata Schuhmann (née Roth) (35 ans), née le 22 août 1927 à Turzansko, et son frère, Joseph Schuhmann (4 ans), né le 27 août 1938 à Metz, sont déportés par le Convoi No. 40, en date du 4 novembre 1942, de Drancy vers Auschwitz. leur dernière adresse est à Festalemps (Dordogne).
Natan Sternchuss (13 ans)
Il est né le 1er janvier 1931 à Angers (Maine-et-Loire). Les autres membres de sa famille sont: Daniel Sternchuss (49 ans), né le 4 mars 1893 à Varsovie, en Pologne et David Daniel Sternchuss (51 ans), né le 14 mars 1891 à Kaluszyn, en Pologne, déportés par le Convoi No. 8, en date du 20 juillet 1942, d'Angers vers Auschwitz, Lola Sternchuss (6 ans), née le 22 août 1936 à Angers, Mina Sternchuss (9 ans), née le 10 mars 1933 à Angers (Maine-et-Loire), Simone Sternchuss (4 ans), née le 10 mars 1933 à Les Ponts-de-Cé (Maine-et-Loire) (prise dans la Rafle du 10 février 1943, du Toit familial (rue Guy-Patin), Rebecca Sternchuss (née Zylberman) (74 ans), née le 1er janvier 1869 à Varsovie, en Pologne, déportées par le Convoi No. 47, en date du 11 février 1943, de Drancy vers Auschwitz, et Odette Sternchuss (3 ans), née le 22 août 1936 à Les Ponts-de-Cé (Maine-et-Loire), déportée de l'UGIF/Neuilly, également déportée par le Convoi No. 77. Leur dernière adresse est 52 chemin des Petites Pannes à Angers (Maine-et-Loire).
David Suissa (6 ans)
Il est né le 28 novembre 1937 à Paris. C’est le frère d'Esther Suissa (5 ans). Il est déporté avec sa sœur dans le convoi numéro 77 qui part du camp d'internement de Drancy le 31 juillet 1944, à destination du centre de mise à mort d'Auschwitz-Birkenau où il est assassiné. 
Esther Suissa (5 ans)
Elle est née le 8 avril 1939 à Paris. Elle est la sœur de David Suissa (6 ans). Elle est déportée avec lui à Auschwitz dans le convoi 77, où ils mourront.
Joseph Tabak (13 ans)
Il est né le 30 décembre 1930 à Metz. Son père, Salomon Tabak (46 ans), né le 15 janvier 1896 à  Bílina, République tchèque.sa mère Laja Tabak (née Brunwasser) (46 ans), née le 24 mai 1896 à Bogdan (en), en Bulgarie, ses sœurs: Berthe Tabak (19 ans), née le 6 juillet 1923 à Jasina (Iassinia), en Ukraine, Frieda Tabak (18 ans), née le 20 août 1924 à Jasina (Iassinia), en Ukraine, Rose Tabak (21 ans), née le 28 juin 1921 à Jasina (Iassinia), en Ukraine, sont déportés par le Convoi No. 40, en date du 4 novembre 1942, de Drancy vers Auschwitz. Son frère, Jacques Tabak (7 ans), né le 2 août 1936 à Metz, est arrêté dans la Rafle de La Varenne-Saint-Hilaire et déporté par le même Convoi No. 77. Leur dernière adresse est à  Mareuil (Dordogne).
Adolphe Tasiemka (15 ans)
Il est né le 11 février 1929 à Metz. Il est le frère de Anna Tasiemka (13 ans), de Marie Tasiemka (6 ans) et de Régine Tasiemka (12 ans). Leur dernière adresse est:  Avenue de Bordeaux à Royan (Charente-Maritime).
Anna Tasiemka (13 ans)
Elle est née le 19 novembre 1930 à Metz. Elle est la sœur  de Adolphe Tasiemka (15 ans), de Marie Tasiemka (6 ans) et de Régine Tasiemka (12 ans). Leur dernière adresse est:  Avenue de Bordeaux à Royan (Charente-Maritime).
Marie Tasiemka (6 ans)
Elle est née le 17 octobre 1937 à Metz. Elle est la sœur  de Adolphe Tasiemka (15 ans), de Anna Tasiemka (13 ans) et de Régine Tasiemka (12 ans). Leur dernière adresse est:  Avenue de Bordeaux à Royan (Charente-Maritime).
Régine Tasiemka (12 ans)
Elle est née le 11 mai 1932 à Metz. Elle est la sœur  de Adolphe Tasiemka (15 ans), de Anna Tasiemka (13 ans) et de Marie Tasiemka (6 ans). Leur dernière adresse est:  Avenue de Bordeaux à Royan (Charente-Maritime).
Daniel Urbejtel (13 ans)
Il est né le 19 février 1931 dans le 12e arrondissement de Paris. Il est le frère de Henri Urbejtel (15 ans). Son père, Wolf Urbejtel (38 ans), né le 5 mars 1905 à Varsovie en Pologne et sa mère, Rywka Urbejtel (née Manczyciel) (42 ans), née le 1er janvier 1901 à Olszanek en Pologne, sont déportés par le Convoi No. 53, en date du 25 mars 1943, de Drancy vers Auschwitz. Leur dernière adresse est au 17 rue du 14 juillet à Bois-Colombes (Seine).
Henri Urbejtel (15 ans)
Il est né le 9 décembre 1928 dans le 12e arrondissement de Paris. Il est le frère de Daniel Urbejtel (13 ans).Son père, Wolf Urbejtel (38 ans), né le 5 mars 1905 à Varsovie en Pologne et sa mère, Rywka Urbejtel (née Manczyciel) (42 ans), née le 1er janvier 1901 à Olszanek en Pologne, sont déportés par le Convoi No. 53, en date du 25 mars 1943, de Drancy vers Auschwitz. Leur dernière adresse est au 17 rue du 14 juillet à Bois-Colombes (Seine).
Léon Vainer (11 ans)
Il est né le 23 décembre 1932 dans le 8e arrondissement de Paris. Sa mère, Mali Vainer (née Herscu) (34 ans), née le 29 octobre 1907 à Iași, en Roumanie, est déportée par le Convoi No. 38, en date du 28 septembre 1942, de Drancy vers Auschwitz. Leur dernière adresse est au 43 rue Gustave-Courbet dans le 16e arrondissement de Paris.
Justin Wiesel-Dub (11 ans)
Il est né le 19 janvier 1933 à Thionville. Son père, David  Wiesel-Dub (42 ans), né le 26 mai 1900 à Velky-Bochova et sa mère, Catherine Wiesel-Dub (née Auszesmann) (40 ans), née le 11 mars 1902 à Rahowo, sont déportés par le Convoi No. 40, en date du 4 novembre 1942, de Drancy vers Auschwitz. Leur dernière adresse est à Mareuil (Charente).

### Adultes
Rosalie Bernas (née Grunstein) (62 ans)
Elle est née le 21 janvier 1882 à Varsovie, en Pologne. Sa dernière adresse est au 2 Rue du Docteur-Landouzy dans le 13e arrondissement de Paris.
Fernande Bloch (née Hayem) (53 ans)
Elle est née 8 novembre 1891 à Verdun. Sa dernière adresse est au 70 Avenue Secrétan dans le 19e arrondissement de Paris.
Madeleine Bloch (23 ans)
Elle est née le 9 octobre 1921 à Paris. Sa dernière adresse est au 70 Avenue Secrétan dans le 19e arrondissement de Paris.
Paulette Bloch (20 ans)
Elle est née le 27 avril 1925 à Paris. Sa dernière adresse est au 70 Avenue Secrétan dans le 19e arrondissement de Paris.
Denise Cahn (née Lévy) (35 ans)
Elle est née le 27 août 1908 à Paris. Sa dernière adresse est au 4 rue Turgot dans le 9e arrondissement de Paris.
Tauba Goldstein (24 ans)
Elle est née le 19 avril 1920 à Copenhague au Danemark. Sa dernière adresse est au 10 rue des Deux-Ponts dans le 4e arrondissement de Paris.
Louis Levis (68 ans)
Il est né le 9 janvier 1876 à Belfort. Il est l'époux de Marguerite Levis (54 ans). Leur dernière adresse est au 26 rue Vaubecour, à Lyon (Rhône).
Marguerite Levis (née Schwob) (54 ans)
Elle est née le 14 septembre 1889 à Mulhouse. Elle est l'épouse de Louis Levis (68 ans). Leur dernière adresse est au 26 rue Vaubecour, à Lyon (Rhône).
Pierre Lévy (20 ans)
Il est né le 19 février 1924 à Strasbourg. Sa dernière adresse est au 20 rue Sébastopol à Périgueux (Dordogne).
Robert Lewy (35 ans)
Il est né le 24 avril 1909 à Paris. Sa dernière adresse est au 4 rue de la Porte de France à Vichy (Allier).
Joseph Lindner (41 ans)
Il est né le 16 octobre 1902 à Paris. Il est le père de Maryse Lindner (14 ans), à Secrétan. Son épouse, Nelly Lindner (née Mittelchtein) (38 ans), née à Iași, en Roumanie. est aussi déportée par le Convoi No. 77. Leur dernière adresse est au Castel Jeanne d'Arc, Le Cannet (Alpes-Maritimes).
Anna Mechinino (46 ans)
Elle est née le 20 novembre 1898 à Oran en Algérie. Sa dernière adresse est au Centre Secrétan, 70 avenue Secrétan dans le 19e arrondissement de Paris.
Ida Rechnic (20 ans)
Elle est née le 16 février 1924 dans le 12e arrondissement de Paris. Son père, Icek Rechnic (47 ans), né le 17 juillet 1895 à Będzin, en Pologne, est déporté par le Convoi No. 7, en date du 19 juillet 1942, de Drancy vers Auschwitz. Leur dernière adresse est au 12 Boulevard de la Villette dans le 20e arrondissement de Paris.
Esther Regenman (née Freimowitz) (35 ans)
Elle est née le 11 mars 1909 à Paris. Son époux, Chaim Regenmann (36 ans), né le 17 septembre 1905 à Varsovie en Pologne, est déporté par le Convoi No. 1, en date du 27 mars 1942, de Drancy/Compiègne vers Auschwitz. Leur dernière adresse est au 24 rue Oberkampf dans le 11e arrondissement de Paris.
Bernard Roza (20 ans)
Il est né le 27 mars 1924 à Paris. Sa dernière adresse est au 21 rue Paul-Albert dans le 18e arrondissement de Paris.
Marcelle Sidelski (née Polak) (39 ans)
Elle est née le 29 mars 1905 à Paris. Sa dernière adresse est au 121 rue Marcadet dans le 18e arrondissement de Paris.
Sura Zaks (41 ans)
Elle est née le 6 juin 1903 à Piotrków Trybunalski, en Pologne. Sa dernière adresse est au 30 rue de Pali-Kao dans le 20e arrondissement de Paris.
Marie Zalmanski (38 ans)
Elle est née le 20 décembre 1905. Sa dernière adresse est au 70 Avenue Secrétan dans le 19e arrondissement de Paris.
Syma Zylberstein (née Latouwicka) (40 ans)
Elle est née le 14 mai 1904 à Kołbiel, en Pologne. Sa dernière adresse est au 8 rue de la Cour-des-Noues dans le 20e arrondissement de Paris.